# Relations entre le Bangladesh et le Liban
Les relations entre le Bangladesh et le Liban sont les relations bilatérales de la république populaire du Bangladesh et de la République libanaise.

## Conflit israélo-libanais de 2006
Le Bangladesh a qualifié le bombardement israélien sur le Liban en 2006 de terrorisme d'État et a pleinement soutenu la cause du Liban dans cette affaire. Le ministre des affaires étrangères du Bangladesh, Morshed Khan, a déclaré lors d'une conférence de presse que « condamnation va au-delà de notre langage. Nous considérons qu'il s'agit de terrorisme d'État. Il s'agit d'une violation flagrante des droits de l'homme. C'est un terrorisme religieux ». 
Le gouvernement libanais a salué la promesse du Bangladesh d'envoyer des troupes à la Force intérimaire des Nations unies au Liban (FINUL). Le Bangladesh a également offert toutes sortes d'assistance pour la réhabilitation et la reconstruction du Liban après la guerre. Les deux pays ont discuté de l'éventuelle participation des soldats de la paix du Bangladesh à la FINUL élargie lorsque le ministre des affaires étrangères M. Morshed Khan a rencontré le ministre libanais des affaires étrangères Fawzi Salloukh à New York, en marge de l'Assemblée générale des Nations unies. 
En 2010, le Bangladesh est devenu le premier pays d'Asie du Sud à envoyer des navires de guerre à la FINUL lorsque les bateaux BNS Osman et BNS Madhumoti ont quitté Chittagong pour le Liban.

## Coopération économique
En 2014, une délégation commerciale du Bangladesh s'est rendue au Liban. Le Liban a montré un vif intérêt pour l'importation de jute et de produits de jute du Bangladesh. En outre, les vêtements confectionnés par le Bangladesh, le poisson, la céramique, le cuir et les produits leaders ont également été identifiés comme des produits intéressants pour le marché libanais.
En septembre 2019, le Liban a exprimé son intérêt à renforcer davantage les liens commerciaux avec le Bangladesh en signant un accord commercial préférentiel. Sharifa Khan, secrétaire adjoint du ministère du commerce, a déclaré, dans un rapport publié par le périodique Bangladesh Sangbad Sangstha, que le Bangladesh avait reçu une proposition du Liban à cet égard et que celle-ci avait été envoyée à la commission tarifaire pour examen.